# Décanteur gravitaire
Pour les articles homonymes, voir Décanteur.
Un décanteur gravitaire est un appareil qui permet la séparation par décantation de mélanges de deux ou trois phases non miscibles mais initialement dispersées, dont une au moins est un liquide, les autres phases pouvant être solides ou liquides. Sous l'action de la gravitation et de la poussée d'Archimède, les phases dispersées dans le liquide vont tomber vers le fond ou remonter vers la surface en fonction de leur masse volumique.
La majorité des décanteurs gravitaires travaille en continu. Les décanteurs gravitaires ne sont utilisés en discontinu que lorsque le débit des mélanges à traiter est faible.

## Décanteur gravitaire solide/liquide
Les décanteurs gravitaires sont utilisés pour la séparation de solides dont la masse volumique est supérieure à celle du liquide. Dans le cas contraire, c'est les flottateurs qui sont utilisés. 

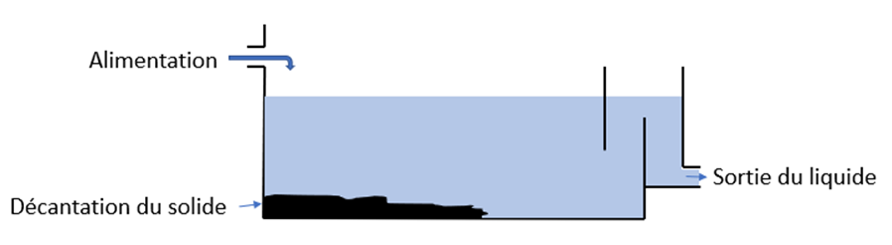
Décanteur gravitaire solide/liquide discontinu

Le mélange à traiter entre dans le décanteur et le liquide sort clarifié. Les particules décantées sont extraites par purge dans le fond du décanteur ou par vidange. Ci-dessous quelques exemples de décanteurs travaillant en continu. 
- Un décanteur - épaississeur a une forme cylindro-conique. Il est alimenté en son centre. Le liquide clarifié est récupéré par débordement dans une goulotte périphérique. Les particules décantées sont évacuées par le fond. Un système d'agitation permet de transférer les sédiments vers le fond et contribue à augmenter leur concentration[1]
- Un décanteur lamellaire contient des plaques parallèles inclinées, ou parfois un empilement de tubes inclinés. Cette disposition augmente considérablement la surface de décantation. Le mélange remonte entre ces plaques ou à l'intérieur de ces tubes. Les particules décantées sur ces plaques ou dans ces tubes glissent vers le bas du décanteur où elles peuvent être récupérées[2].
- Un décanteur à racloir contient un  racleur de fond monté sur un chariot mobile pour la récupération des sédiments.
- Un décanteur tétraédrique a une cuve en forme de tétraèdre. La récupération des sédiments est réalisée par une vis sans fin.

## Décanteur gravitaire liquide/liquide

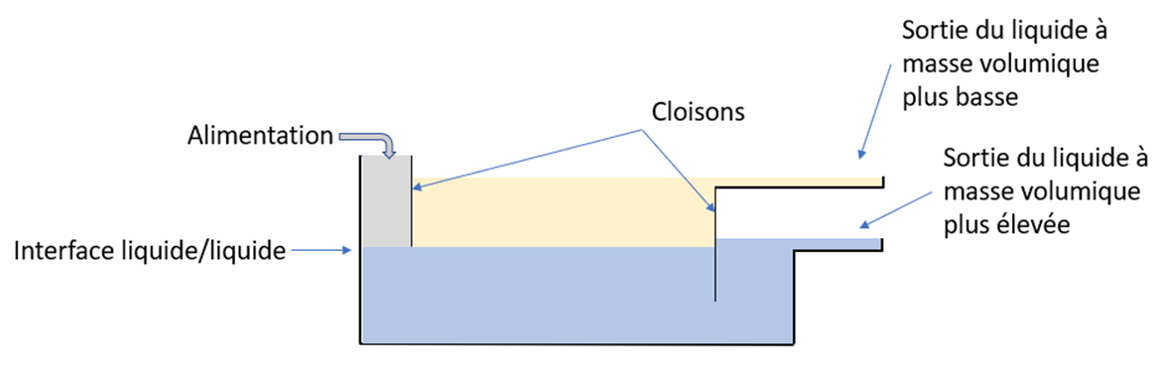
Décanteur florentin

Le mélange à traiter entre dans le décanteur et les différents liquides qui le constituaient sortent séparément clarifiés. Le décanteur le plus connu dans cette catégorie est le décanteur florentin. Ce décanteur travaille en continu. L'alimentation du mélange se fait au niveau de l'interface liquide/liquide pour limiter les turbulences.

## Utilisations
Les décanteurs gravitaires sont fréquemment utilisés pour l'épuration des eaux tels que la production d'eau potable et le traitement des eaux usées et de pluie. Comme exemples on peut citer les bassins d'orage routier, les fosses septiques, les filtres compacts et les microstations d'épuration. Les décanteurs gravitaires sont aussi utilisés pour la séparation de mélanges dans l’industrie alimentaire et cosmétique.

## Avantages et inconvénients
Très simple à mettre en pratique, ce type de décanteur présente néanmoins un risque de fermentation des matières organiques et brasse obligatoirement des volumes importants de boues.

## Alternatives
L'effet de pesanteur peut être considérablement démultiplié par l'action d'une force centrifuge ; on passe alors du décanteur gravitaire au décanteur centrifuge décanteur centrifuge (en).